# جانوس سابو
جانوس سابو (بالمجرية: Szabó János)‏ هو محامي وسياسي مجري، ولد في 1 يونيو 1941 في المجر. حزبياً، نشط في الحزب المدني لأصحاب الحيازات الصغيرة المستقلين والعمال الزراعيون. وقد انتخب عضو الجمعية الوطنية المجرية.